# Дарданелл (Арканзас)
Дарданелл (англ. Dardanelle, Arkansas) — город, расположенный в округе Йелл (штат Арканзас, США) с населением в 4228 человек по статистическим данным переписи 2000 года.

## География
По данным Бюро переписи населения США город Дарданелл имеет общую площадь в 8,03 квадратных километров, водных ресурсов в черте населённого пункта не имеется.
Город Дарданелл расположен на высоте 101 метр над уровнем моря.

## Демография
По данным переписи населения 2000 года в Дарданелле проживало 4228 человек, 1078 семей, насчитывалось 1605 домашних хозяйств и 1747 жилых домов. Средняя плотность населения составляла около 535 человек на один квадратный километр. Расовый состав Дарданелла по данным переписи распределился следующим образом: 75,24 % белых, 4,64 % — чёрных или афроамериканцев, 0,54 % — коренных американцев, 0,43 % — азиатов, 0,09 % — выходцев с тихоокеанских островов, 2,41 % — представителей смешанных рас, 16,65 % — других народностей. Испаноговорящие составили 21,48 % от всех жителей города.
Из 1605 домашних хозяйств в 32,8 % — воспитывали детей в возрасте до 18 лет, 47,9 % представляли собой совместно проживающие супружеские пары, в 14,1 % семей женщины проживали без мужей, 32,8 % не имели семей. 29,2 % от общего числа семей на момент переписи жили самостоятельно, при этом 15,3 % составили одинокие пожилые люди в возрасте 65 лет и старше. Средний размер домашнего хозяйства составил 2,56 человек, а средний размер семьи — 3,12 человек.
Население города по возрастному диапазону по данным переписи 2000 года распределилось следующим образом: 25,4 % — жители младше 18 лет, 9,9 % — между 18 и 24 годами, 28,5 % — от 25 до 44 лет, 19,7 % — от 45 до 64 лет и 16,5 % — в возрасте 65 лет и старше. Средний возраст жителей составил 35 лет. На каждые 100 женщин в Дарданелле приходилось 92,7 мужчин, при этом на каждые сто женщин 18 лет и старше приходилось 86,6 мужчин также старше 18 лет.
Средний доход на одно домашнее хозяйство в городе составил 25 727 долларов США, а средний доход на одну семью — 30 457 долларов. При этом мужчины имели средний доход в 21 138 долларов США в год против 17 370 долларов среднегодового дохода у женщин. Доход на душу населения в городе составил 14 583 доллара в год. 14,9 % от всего числа семей в округе и 19,6 % от всей численности населения находилось на момент переписи населения за чертой бедности, при этом 26,5 % из них были моложе 18 лет и 14,0 % — в возрасте 65 лет и старше.

## История
Дарданелл — один старейших городов в штате Арканзас. Официально зарегистрированный в 1855-м г., Дарданелл отпраздновал 150-летний юбилей этого события в 2005. Однако, поселения на месте нынешнего города появились задолго до этого, первое было основано в качестве речного городка в середине XVIII столетия. Дарданелл является одной из столиц округа Йелл, разделяя этот титул с Данвиллом.
24 июня 1823 года на месте нынешней Фронт-стрит города под двумя огромными (свыше 30 метров) и старыми (400—500 лет) дубами был подписан «Мир под старыми дубами» (англ. The Treaty of Council Oaks). По распоряжению президента Дж. Монро, полковник армии США Дэвид Брирли и секретарь территории Арканзас Роберт Криттендон встретился с вождём Чёрная Лиса и другими лидерами чероки, чтобы установить границы. В результате, чероки отдали всю землю в Арканзасе к югу от реки Арканзас. Один из двух дубов был снесён в начале 1990-х гг. в результате наводнения, но второй ещё стоит. Теперь на этом месте находится городской парк.
Благодаря расположению на берегах реки Арканзас, Дарданелл был одним из самых главных городов штата в XIX веке. Ежегодно мимо города проплывали сотни барж, лодок и других судов. Находясь приблизительно на полпути между двумя самыми большими городами штата, Литл-Роком и Форт-Смитом, Дарданелл был крупным транспортным и деловым узлом.
Дарданелл издавна привлекал (и привлекает по сей день) иммигрантов. В конце XVIII — начале XIX веков в город прибыло множество чешских и немецких семей (Баллоуны, Водражки, Штанеки и Пфайфферы). Сегодня Дарданелл является лидером штата по количеству испаноговорящего населения (свыше 21 % жителей города).
В конце 1990-х гг. в западной части города открылся Меритт-парк. Это большой современный парк, на территории которого находятся бейсбольные и баскетбольные площадки, футбольное поле и беговые дорожки. Общественный центр Дарданелла, расположенный недалеко от парка, открылся приблизительно в то же время.

## Транспорт
В конце 1800-х понтонный мост между Дарданеллом и Расселвиллом заменил собой паром. Длиной в 673 метра, он был самым длинным понтонным мостом через проточную воду. За 30 лет своего существования этот мост четырежды смывался рекой.
В 1960-х годах была построена плотина-шлюз на озере Дарданелл, которая в данное время является частью навигационной системы «Маклеллан-Керр». Шлюз позволяет регулировать движение речных судов по реке Арканзас.
Через Дарданелл проходят (или заканчиваются в нём) автострады 7, 22, 27 и 28.

## Достопримечательности
В Дарданелле и его окрестностях находится множество достопримечательностей, в том числе:
- Озеро Дарданелл
- Гора Небо и парк горы Небо
- Национальный заповедник Холла-Бенд
- Меритт-парк
- Прибрежный парк-мемориал ветеранов (англ. Veterans' Memorial Riverfront Park)
- Парк старых дубов (англ. Council Oaks Park)

## Известные уроженцы
- Джим Колдуэлл (англ. Jim R. Caldwell), первый республиканец попавший в сенат Арканзаса со времени Реконструкции (1969—1978).
- Том Коттон (англ. Thomas Bryant "Tom" Cotton), республиканец, представитель Арканзаса в Сенате США (2015—н.в.)
- Профессиональный игрок в гольф Джон Дэйли (англ. John Daly) жил Дарданелле в детстве; Сейчас ему принадлежат дом недалеко от Дарданелла и площадка Lion’s Den Golf Course.
- Бывший директор FEMA, Джеймс Уитт (англ. James Lee Witt) также провёл здесь детство.

## Упоминания о городе
- Дарданелл упоминается в известной блюзовой композиции 1921 года «Arkansas Blues», написанной Антоном Ладой и Спесером Уильямсом.